# Luce Turnier
Luce Turnier (Jacmel, 24 février 1924 - Clichy, 23 avril 1994) est une peintre et artiste visuelle haïtienne. Elle a acquis une renommée internationale pour sa fusion entre la culture populaire haïtienne et l’art contemporain.

## Biographie
Luce Turnier est née à Jacmel, en Haïti, en 1924. Après le passage d’un ouragan qui dévaste le sud d'Haïti en 1937, sa famille s'installe à Port-au-Prince.
Elle commence à peindre en 1944 et, à l'âge de 21 ans, elle s'inscrit au Centre d'art de Port-au-Prince, un an après son ouverture. En tant que jeune artiste, elle admire le travail de Candido Portinari et de Käthe Kollwitz, bien qu'elle déclare s'être affranchie de ces premières influences en interview. Dans la première partie de cette même interview réalisée en 1983, Turnier décrit sa formation artistique dans ce Centre : « Lorsque je travaillais au Centre d'art, nous commencions par des natures mortes et des modèles. Nous avions [...] un nu, deux modèles et des natures mortes. ... Le samedi, nous sortions pour faire des paysages ».
L’universitaire haïtienne Marie-José N'Zengou-Tayo décrit Jude Turnier, ainsi que Marie-José Nadal-Gardère et Rose-Marie Desruisseau, autres artistes féminines ayant participé aux premières années du Centre, comme appartenant à la classe moyenne haïtienne. Bien que leur statut leur permette d'étudier l'art, la société haïtienne de la classe moyenne de l'époque n'encourage pas les femmes à poursuivre les arts, les dépeignant souvent comme des déviantes. Jude Turnier rappelle que, bien que de nombreuses femmes soient venues pour un cours ou deux, le Centre d'Art ne comptait que quatre ou cinq artistes féminines régulières au cours de ces premières années. Elle décrit l'attitude dédaigneuse de la bourgeoisie haïtienne à l'égard des artistes du Centre, les considérant « comme des hippies » ou des « punks ».
En 1947, elle organise une première exposition en commun avec un autre peintre haïtien, Maurice Borno, qui est avec Dewitt Peters un des cofondateurs du Centre  d'art de Port-au-Prince en 1944. Ses peintures sont présentées dans le magazine mensuel Studio No. 3 du Centre d'Art. Ce Centre d’art  constitue de fait un creuset de la recherche plastique haïtienne, avec des artistes, écrivains ou peintres, comme Albert Mangonès, Gérald Bloncourt, Rigaud Benoit, Hector Hyppolite, et d'autres, peu de temps après la Seconde Guerre mondiale, entre 1946 et 1950,,.
Elle continue des recherches sur l'art pictural, ne souhaitant pas s'inscrire dans le mouvement de l'art naïf haïtien très recherché à l'époque sur le marché de l'art et mis en exergue par ce Centre d'Art de Port-au-Prince. Au début des années 1950, elle bénéficie de plusieurs bourses pour étudier à l'étranger, aux États-Unis et en Europe. Elle expose dans plusieurs villes européennes, notamment en Allemagne et à Paris,.
Elle s’installe à Paris en 1951. Elle y rencontre le peintre italien Eugenio Carpi de Resmini qu’elle épouse en 1954. Elle se remarie en 1965 avec le peintre français Christian Lemesle.
À partir de 1967, sa peinture évolue. Elle s’intéresse à la peinture abstraite et la pratique du collage.
Ayant acquis une notoriété internationale, Luce Turnier rentre en Haïti en 1972 et devient professeur au Centre d’art de Port-au-Prince, où son parcours artistique avait commencé, tout en continuant à créer.
Un court métrage, intitulé Luce Turnier, est réalisé sur elle en 1993 par Marina de Van.
Atteinte d’un cancer, elle meurt à Paris le 22 avril 1994,.